# Réserve ornithologique de Forlandsøyane

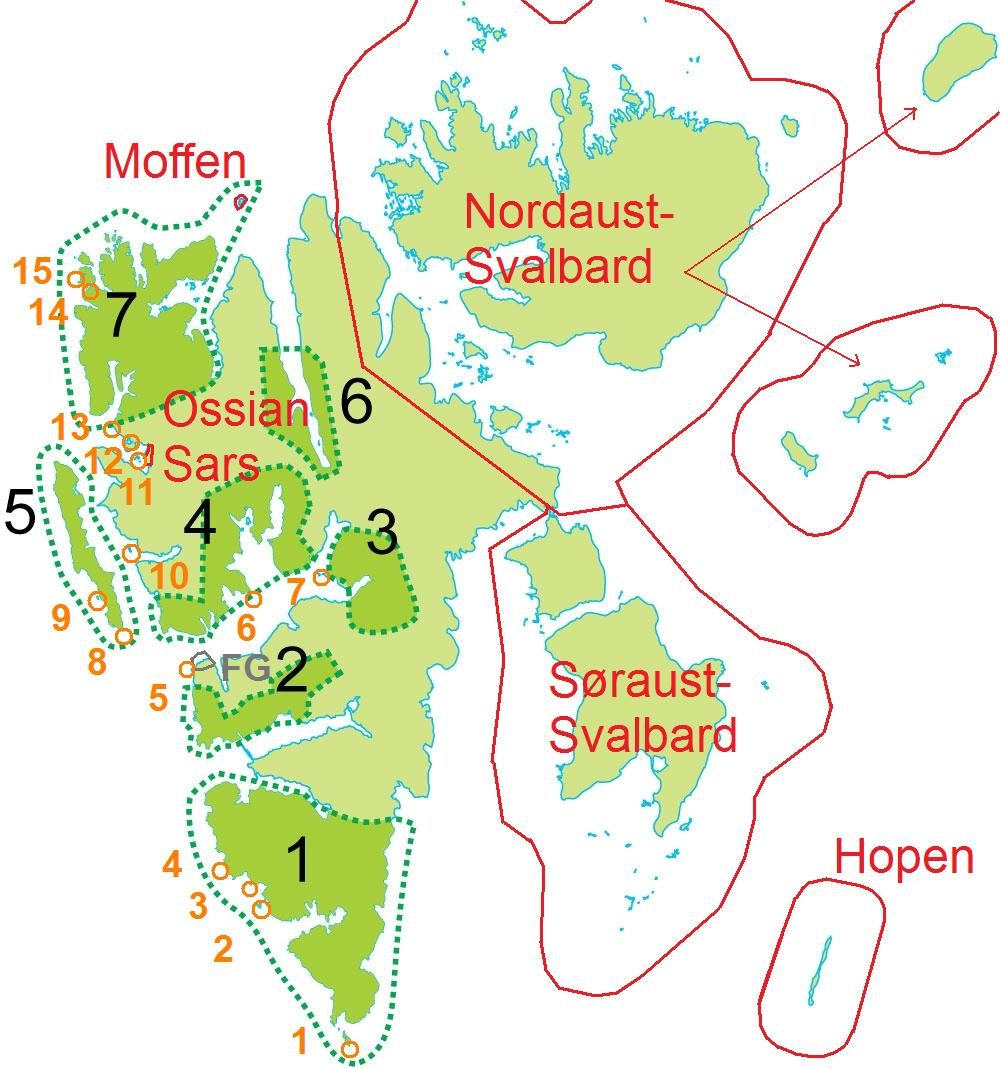
Carte des aires protégées au Svalbard, la réserve porte le numéro 9.

La réserve ornithologique de l'archipel des Forlandsøyane  est une réserve naturelle qui comprend les trois petites îles des Forlandsøyane, au sud-ouest de l'île de Prins Karls Forland au  Svalbard. La réserve naturelle est située à l'intérieur du parc national de Forlandet et a, depuis 1985, le statut de site ramsar, en raison de son importance pour les oiseaux migrateurs.
La réserve a été créée par décret royal 1er juin 1973, pour assurer la reproduction et un espace de vie pour les oiseaux, en particulier d'eider à duvet de canards et d'oies. Elle a une superficie de 5,39 km2.
Les zones autour des îles sont peu profondes. Il y a aussi quelques étangs sur les îles. La végétation se compose principalement d'herbe. Les îles sont d'importants sites de nidification pour les eiders et les bernaches nonnettes.
On trouve dans la réserve des guillemots, des plongeons catmarins, des hareldes kakawi et des phalaropes à bec large.
Il est interdit de s'approcher de la réserve, plus particulièrement à l'époque où les oiseaux sont en train de couver afin d'éviter que les parents ne soient effrayés et que des oiseaux de proie ou des renards ne prennent les œufs. Les oiseaux peuvent être perturbés, même à plusieurs centaines de mètres de la plage.